# Sinagoga Major de Barcelona
La Sinagoga Major de Barcelona, avui desapareguda, es trobava al núm. 9 de l'actual carrer de Salomó ben Adret (anteriorment Sant Domènec del Call). Tanmateix, l'Associació Call de Barcelona la ha recreat en un edifici proper, als carrers de Marlet, 5 i de Salomó ben Adret, 7.

## Història i descripció
Segons la documentació, la Sinagoga Major de Barcelona constava de tres construccions: el local de reunió per als homes (un edifici exempt), el departament destinat a les dones annex a la part de migdia, amb accés pel carrer inferior, anomenat de l'Escola de les Dones (actualment d'en Marlet), i una habitació situada a la banda de ponent, al final del pati o carreró de l'accés principal, de la que s'ignora la funció. Després del pogrom de 1391, en què van morir 300 persones, va passar a domini reial, i el 1392, el rei Joan I i la reina Violant la donaren al jurista Esperandreu Cardona, que de seguida la va llogar per a treure-li rendiment.
Tanmateix, la donació fou impugnada, ja que els monarques s'havien compromès a reservar els béns comuns de l'aljama per a saldar-ne els deutes, i el 1435 es produí la venda judicial de la finca, que fou adquirida pel mestre de cases Marc Safont, de qui passà al seu fill Joan, també mestre de cases. El 1477, vengué la finca al notari Jaume Mas per 50 lliures, que només una setmana després l'establí als tintorers Jaume i Gabriel d'Àrguens, pare i fill, que la tenien llogada, reservant-se el pati de darrera.
Els Àrguens eren descendents de jueus conversos, i el 1488, les seves efígies foren cremades a la plaça del Rei en diversos actes de fe, i els seus béns foren confiscats. Aleshores, la finca fou adquirida pel prevere Pere Miquel, àlias Spinalt, i els edificis adaptats com a habitatge. El 1532 o 1535, Margarida, esposa del pellisser Miquel Miret, establí al teixidor Ramon Presseguer la part de la propietat que donava al carrer de Sant Domènec, reservant-se les dependències que donaven al carrer de l'Escola de les Dones, que poc després serien agregades a la petita casa de la cantonada. Presseguer la donaria al seu gendre Ramon Xarles, candeler de cera, que el 1580 la vengué al doctor en drets Lluís Prats. Aquest morí el 1597, deixant com a hereva la seva vídua Lluïsa Porta, que es casà en segones noces amb Joan Baptista de Caçador i Aguilar.
El 1605, Lluïsa Porta establí el que havia estat Sinagoga al prevere Joan Pratscolell, amb la imposició d'un cens de 14 lliures anuals i l'obligació d'invertir-hi 120 lliures en el termini de cinc. El 1634, els seus marmessors la vengueren en subhasta pública a l'arxiver Dídac Montfar-Sorts i Cellers (1596-1652) per 520 lliures i la destinà a lloguer. La finca fou malmesa pel setge de 1713-1714 fins al punt de fer-la inhabitable, i el 1725, el procurador de Francesca de Montfar-Sorts i Vilosa, senyora de Castellet de Cornet, va establir-la al prevere Jaume Vilar, obtentor de la dignitat de succentor de la Seu de Barcelona. Aquest morí poc després, deixant la propietat al seu successor en el càrrec, en cas que no fou canonge, i si ho fos, als administradors de la Capella i Col·legi de Sant Sever.
El 1818, aquests l'establiren al comerciant Jacint Pujó i Andreu, amb la imposició d'un cens de 75 lliures anuals i l'obligació d'invertir-hi 2.500 lliures en el termini de cinc anys. El nou propietari comprà a Andrea Verdier un tros allargat del jardí posterior, de 68 per 15 pams, que li permetia de tenir sortida al carrer d'en Marlet, i el 1832 vengué la propietat a Joan Baptista Noves, resident a Tortosa. El 1839, aquest la va llogar al seu nebot Roc Vergez per 150 lliures anuals, i el 1844, la seva vídua Àngela Alomar la hi vendre per 5.000 lliures. Poc després, Vergez en va fer agnició de bona fe a Fidel Arnet i Moragas, que el 1861 faria enderrocar la finca per a construir-hi l'actual edifici d'habitatges, projectat pel mestre d'obres Joan Soler i Cortina.